# 2017年日本の補欠選挙
2017年日本の補欠選挙（2017ねんにほんのほけつせんきょ）では、日本における立法機関である衆議院および参議院における国会議員の欠員を補充するために執行される予定であった2017年（平成29年）の補欠選挙について取り上げる。

## 概要
補欠選挙は議員が辞職或いは死亡したことなどで欠員が生じた場合、その欠員を補充するために行われる選挙である。2000年（平成12年）の公職選挙法改正によって、原則として衆議院と参議院の補欠選挙は4月と10月の年2回にまとめて実施されている。なお補欠選挙期日については、公職選挙法第33条の2において以下のように定められている。
- 9月16日から翌年の3月15日（第1期間）において衆議院議員及び参議院議員の再選挙または補欠選挙を行う事由が生じた場合は、当該期間直後の4月の第4日曜日に補欠選挙を行う。
- 3月16日からその年の9月15日（第2期間）までに衆議院議員及び参議院議員の再選挙または補欠選挙を行う事由が生じた場合は、当該期間直後の10月の第4日曜日に補欠選挙を行う。

2017年（平成29年）について、第1期間は3月15日までに補欠選挙を行う事由が生じなかったため、該当日となる4月23日には補欠選挙が行われなかった。
第2期間については、下記の衆議院3選挙区で、該当日の10月22日に補欠選挙が行われることがいったん確定したが、補欠選挙告示前の9月28日に召集された第194回国会の冒頭で衆議院が解散されたことにより、衆議院議員全員が失職し、補欠選挙ではなく第48回衆議院議員総選挙として、元々の補欠選挙予定日であった10月22日に投票日が設定された。このため2017年は2015年（平成27年）以来2年ぶりに補欠選挙がまったく行われないことになった。
なお第48回衆議院議員総選挙は、小選挙区の「一票の格差」を是正するため、新たな区割りで行われ、補欠選挙の対象選挙区の一つであった青森県第4区が廃止になったことから、欠員のまま選挙区の廃止を迎える形となった。

## 10月執行予定であった補欠選挙

### 概要
- 告示日：2017年（平成29年）10月10日[6]
- 投票日：2017年（平成29年）10月22日
- 選挙区
  - 衆議院：3選挙区

### 補欠選挙実施選挙区と実施事由
衆議院愛媛県第3区
- 選挙区：衆議院愛媛県第3区（新居浜市、西条市、四国中央市）
- 選挙事由：白石徹（自由民主党）が2017年（平成29年）3月17日に死去したことに伴う[7]。

衆議院青森県第4区
- 選挙区：衆議院青森県第4区（弘前市、黒石市、つがる市、平川市、 青森市（旧浪岡町域）、南津軽郡、西津軽郡、中津軽郡）
- 選挙事由：木村太郎（自由民主党）が2017年（平成29年）7月25日に死去したことに伴う[8]。

衆議院新潟県第5区
- 選挙区：衆議院新潟県第5区（長岡市〈2区、4区以外の区域〉、小千谷市、魚沼市、南魚沼市、南魚沼郡湯沢町）
- 選挙事由：長島忠美（自由民主党）が2017年（平成29年）8月18日に死去したことに伴う[9]。

### 注記
1. ↑  旧・青森4区の区域は青森市域を除いてすべて新・青森3区に移行した[5]。
2. ↑  補欠選挙は旧区割りで行われるため、青森県第4区でも選挙が行われる予定だった[2]。